# Antoni Canet

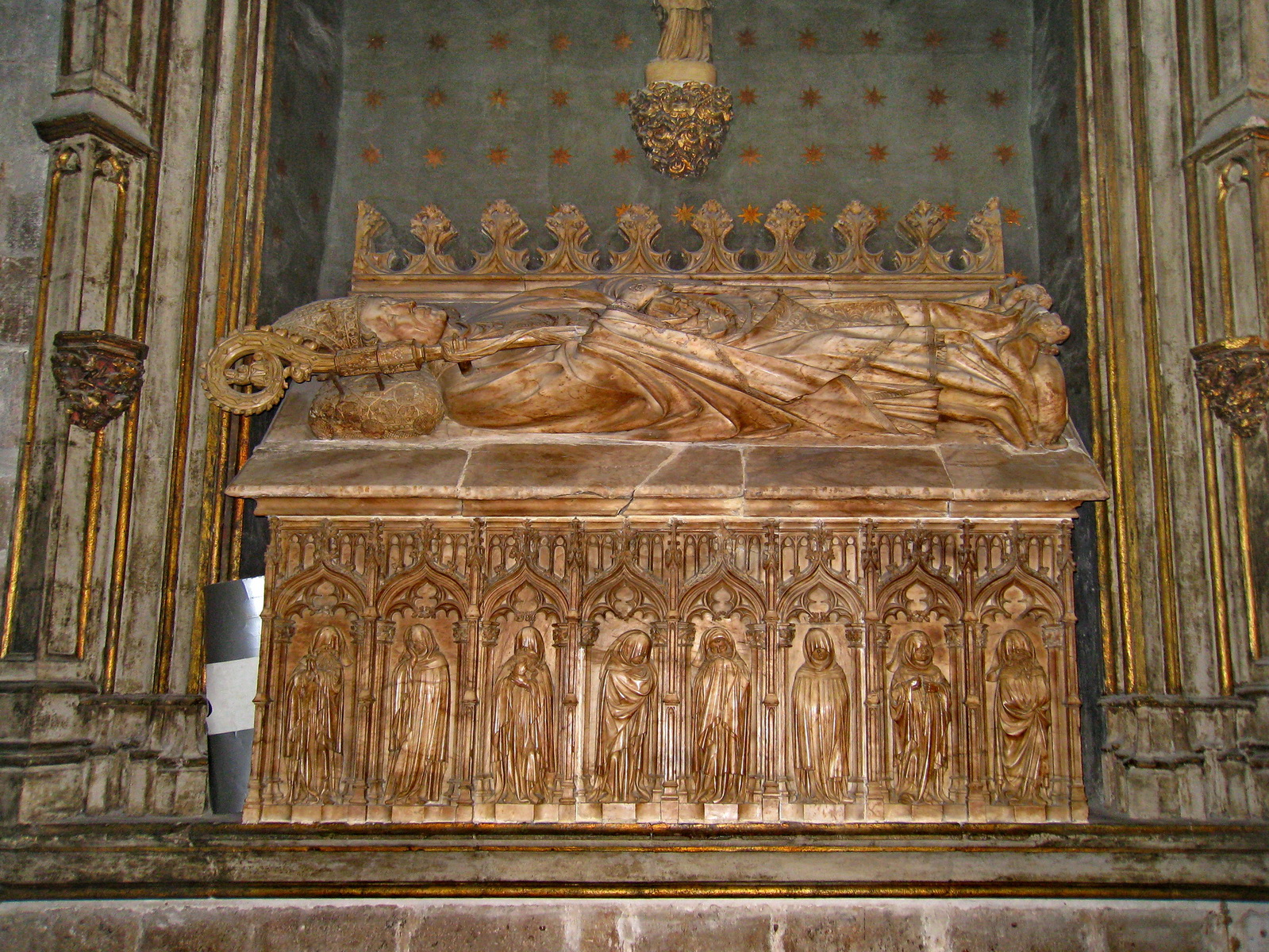
Sepulcre de Ramon d'Escales, a la Catedral de Barcelona.

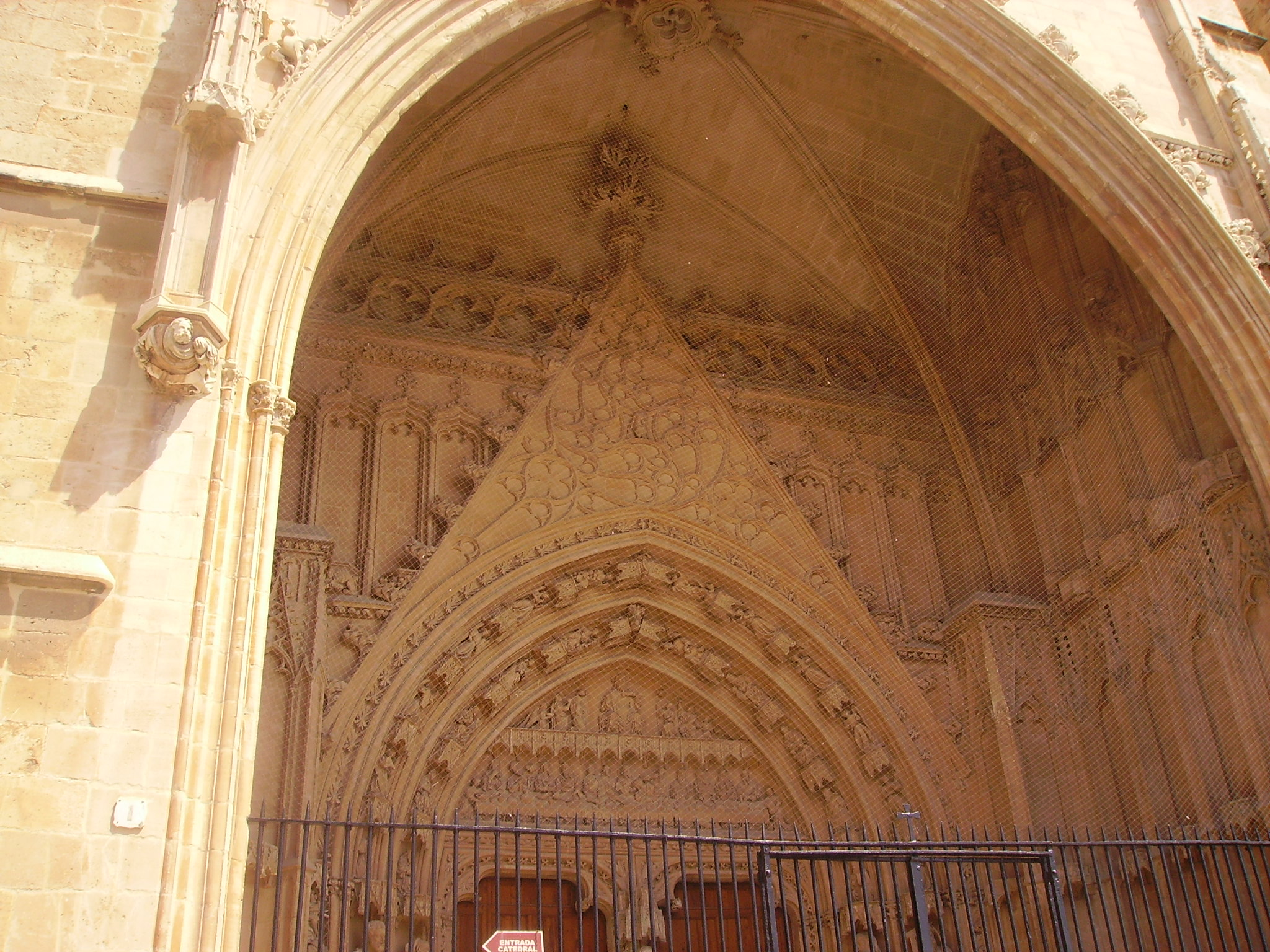
Porta del Mirador de la Catedral de Mallorca.

Antoni Canet. Arquitecte i escultor català, representant del gòtic internacional. Es creu que el seu lloc de naixença va ser Barcelona.
Segons consta en el Llibre de l'Obra del cor de la catedral de Barcelona, on va participar al costat de Pere Sanglada, ja cobrava gairebé tant com el mestre, el que fa deduir que era un obrer ben qualificat. El seu primer treball a la catedral fou només de mig any, marxant per a treballar al portal del Mirador de la catedral de Mallorca, al voltant de l'any 1397, i a l'any següent estava novament treballant a la catedral de Barcelona prenent part en les decoracions de la capella del Baptisteri i a la porta d'entrada a la sala capitular des del claustre.
El 1409 rebia l'encàrrec de realitzar el sepulcre del bisbe Ramon d'Escales, mort l'any 1398, es concloïa dit treball el 1411.
Els seus arguments per a la nau única a la catedral de Girona, van deure convèncer el capítol, car el van contractar per a dirigir les obres juntament amb Guillem Bofill. Hi va estar fins a l'any 1426 i són d'ell les dues claus de volta de la nau central. Va acceptar a la vegada d'altres encàrrecs, com el tabernacle per a l'església de Sant Domènec.
Va morir l'any 1431.